# Освајачи олимпијских медаља у атлетици — 200 метара за жене
Дисциплина трчања на 200 м уврштена је у програм Летњих олимпијских игара на четвртимм играма од када се су у атлетска такмичења укључиле и женске дисциплине, односно првим играма после Другог светског рата 1948. у Лондону. Освајачице олимпијских медаља у овој дисциплини, приказане су у следећој табели, заједно са постигнутим резултатима који су изражени у секундама.
| Дисциплина                  |                                            | Резултат      |                                           | Резултат  |                                             | Резултат |
| Лондон 1948. детаљи         | Фани Бланкерс-Кун · Холандија              | 24,4 ОР       | Одри Вилијамсон · Уједињено Краљевство    | 25,1      | Одри Патерсон САД                           | 25,2     |
| Хелсинки 1952. детаљи       | Марџори Џексон · Аустралија                | 23,7          | Пук Браувер · Холандија                   | 24,2      | Надежда Хњикина · Совјетски Савез           | 24,2     |
| Мелбурн 1956. детаљи        | Бети Катберт · Аустралија                  | 23,4          | Криста Штубник · Уједињени тим Немачке¹   | 23,7      | Мерлин Метјуз · Аустралија                  | 23,8     |
| Рим 1960. детаљи            | Вилма Рудолф · Сједињене Америчке Државе   | 24,13         | Јута Хајне · Уједињени тим Немачке¹       | 24,58     | Дороти Хајман · Уједињено Краљевство        | 24,82    |
| Токио 1964. детаљи          | Едит Магвајер · Сједињене Америчке Државе  | 23,00 ОР      | Ирена Киршенстајн · Пољска                | 23,1      | Мерилин Блек · Аустралија                   | 23,1     |
| Мексико Сити 1968. детаљи   | Ирена Шевињска · Пољска                    | 22,58 СР      | Рејлин Бојл · Аустралија                  | 22,74     | Џени Лами · Аустралија                      | 22,88    |
| Минхен 1972. детаљи         | Ренате Штехер · Источна Немачка            | 22,40 =СР     | Рејлин Бојл · Аустралија                  | 22,45     | Ирена Шевињска · Пољска                     | 22,74    |
| Монтреал 1976. детаљи       | Бербел Екерт · Источна Немачка             | 22,37 ОР      | Анегрет Рихтер · Западна Немачка          | 22,39     | Ренате Штехер · Источна Немачка             | 22,47    |
| Москва 1980. детаљи         | Бербел Векел · Источна Немачка             | 22,03 ОР      | Наталија Бочина · Совјетски Савез         | 22,19     | Мерлин Оти · Јамајка                        | 22,20    |
| Лос Анђелес 1984. детаљи    | Валери Бриско-Хукс · САД                   | 21,81         | Флоренс Грифит · САД                      | 22,04     | Мерлин Оти · Јамајка                        | 22,09    |
| Сеул 1988. детаљи           | Флоренс Грифит Џојнер · САД                | 21,34 СР / ОР | Грејс Џексон · Јамајка                    | 21,72     | Хајке Дрекслер · Источна Немачка            | 21,95    |
| Барселона 1992. детаљи      | Гвен Торенс · САД                          | 21,81         | Џулијет Катберт · Јамајка                 | 22,02     | Мерлин Оти · Јамајка                        | 22,09    |
| Атланта 1996. детаљи        | Мари Жозе-Перек · Француска                | 22,12         | Мерлин Оти · Јамајка                      | 22,24     | Мери Оњали · Нигерија                       | 22,38    |
| Сиднеј 2000. детаљи         | Мерион Џоунс · САД · Полин Дејвис · Бахаме | 21,84 22,27   | Сусантика Џајасинге · Шри Ланка           | 22,28     | Беверли Макдоналд · Јамајка                 | 22,35    |
| Атина 2004. детаљи          | Вероника Кембел · Јамајка                  | 22,05         | Алисон Филикс · Сједињене Америчке Државе | 22,18     | Деби Фергусон · Бахаме                      | 22,30    |
| Пекинг 2008. детаљи         | Вероника Кембел-Браун · Јамајка            | 21,74         | Алисон Филикс · Сједињене Америчке Државе | 21,93     | Керон Стјуарт · Јамајка                     | 22,00    |
| Лондон 2012. детаљи         | Алисон Филикс · Сједињене Америчке Државе  | 21,88         | Шели-Ен Фрејзер-Прајс · Јамајка           | 22,09     | Кармелита Џетер · Сједињене Америчке Државе | 22,14    |
| Рио де Жанеиро 2016. детаљи | Елејн Томпсон · Јамајка                    | 21,78         | Дафне Схиперс · Холандија                 | 21,88     | Тори Боуи · Сједињене Америчке Државе       | 22,15    |
| Токио 2020. детаљи          | Елејн Томпсон-Хера · Јамајка               | 21,53         | Кристине Мбома Намибија                   | 21,81 АФР | Габријела Томас Сједињене Америчке Државе   | 21,87    |
| Париз 2024. детаљи          | Габријела Томас Сједињене Америчке Државе  | 21,83         | Џулијен Алфред Света Луција               | 22,08     | Британи Браун Сједињене Америчке Државе     | 22,20    |
| Лос Анђелес 2028.           |                                            |               |                                           |           |                                             |          |

¹ Олимпијци Западне и Источне Немачке наступали као једна екипа.
1. 1 2  MOK је одлучио да се одузме златна медаља Мерион Џоунс због допинг афере

## Биланс медаља, 200 метара жене
Стање после ЛОИ 2024.
|     | Држава               | Злато | Сребро | Бронза |    |
| --- | -------------------- | ----- | ------ | ------ | -- |
| 1.  | САД                  | 8     | 3      | 5      | 16 |
| 2.  | Јамајка              | 4     | 4      | 5      | 13 |
| 3.  | Источна Немачка      | 3     | 0      | 2      | 5  |
| 4.  | Аустралија           | 2     | 2      | 3      | 7  |
| 5.  | Холандија            | 1     | 2      | 0      | 3  |
| 6.  | Пољска               | 1     | 1      | 1      | 3  |
| 7.  | Бахаме               | 1     | 0      | 1      | 2  |
| 8.  | Света Луција         | 1     | 0      | 0      | 1  |
| 9.  | EUA¹                 | 0     | 2      | 0      | 2  |
| 10. | Совјетски Савез      | 0     | 1      | 1      | 2  |
| 10. | Уједињено Краљевство | 0     | 1      | 1      | 2  |
| 12. | Западна Немачка      | 0     | 1      | 0      | 1  |
| 12. | Шри Ланка            | 0     | 1      | 0      | 1  |
| 12. | Намибија             | 0     | 1      | 0      | 1  |
| 15. | Нигерија             | 0     | 0      | 1      | 1  |
|     | Укупно 15 земаља     | 20    | 20     | 20     | 60 |

Легенда: СР = Светски рекорд, ЕР = Европски рекорд, РЕП = Рекорд европских првенстава, СРС = Светски рекорд сезоне (најбоље време сезоне на свету), НР = Национални рекорд, ЛР = Лични рекорд, ЛРС = Лични рекорд сезоне